# پروسوو
پروسوو (به لهستانی:  Prusewo) یک روستا در لهستان است که در گمینا کروکووا واقع شده‌است. پروسوو ۳۰۵ نفر جمعیت دارد.